# Lumbungmas
Lumbungmas is een bestuurslaag in het regentschap Pati van de provincie Midden-Java, Indonesië. Lumbungmas telt 2069 inwoners (volkstelling 2010).